# Molnár László (színművész, 1969)
Molnár László (Balmazújváros, 1969. június 19. –) Jászai Mari-díjas magyar színművész, rendező.

## Életpályája
1969-ben született Balmazújvárosban. Középiskolai tanulmányait Debrecenben végezte. 1990–1994 között a Színház- és Filmművészeti Főiskola hallgatója volt. 1994–1997 között a kecskeméti Katona József Színház tagja volt. 1997-től a szolnoki Szigligeti Színház színésze. Néhol Csinos Molnár Lászlóként emlegetik.

## Fontosabb színházi szerepei
- Két úr szolgája – Silvio (2007)
- Oliver- Mr.Sowerberry – (2007)
- Zsuzsi kisasszony – Prebenyák (2007)
- Feketeszárú cseresznye – Jankovics hadnagy (2008)
- A Vörös Pimpernel – Mercier (2008)
- Apa csak egy van – Dr. Moritz Mohr (2008)
- Romeó és Júlia – Lőrinc barát (2008)
- Kakukkfészek – Dale Harding (2009)
- Országúton – Zampano (2009)
- Lilomfi- Rendező (2009)
- Bánk bán – Tiborc (2009)
- Vízkereszt vagy amit akartok – Bohóc (2009)
- Leányvásár – Gróf Rottenberg
- Leányvásár – Kocsmáros (2010)
- La Mancha lovagja – Kapitánya (2010)
- Hippolyt a lakáj – Tóbiás (2010)
- Az üvegcipő – Sipos (2010)
- János Vitéz – A falu csősze (2010)
- A tanítónő – Kántor (2010)
- Én és a kisöcsém – Sofőr (2011)
- Ármány és szerelem – Wurm (2011)
- Liliom – Ficsúr (2011)
- Hol a pénz? – Rudi és Herpay (2012)
- Cirkuszhercegnő – Brusovsky báró (2012)
- A három sárkány – Pista, a titkára (2012)
- Mirandolina – Ripafratta (2012)
- A néma levente – Beppo, a csatlósa (2012)
- Stuart Mária – Wilhelm  Davison államtitkár (2013)
- Lovatlan Szent György (2013)
- Made in Hungária – Rendőr (2013)
- Sárga liliom – Dr. Peredy Jenő, orvos
- Chioggiai csetepaté – Beppe, legény, Toni öccse (2013)
- A selemi boszorkányok – John Proctor (2014)
- Patika – Patikus (2014)
- Csongor és Tünde – Balga (2014)
- Cseresznyéskert – Lopahin (2014)
- Irma, te édes – Bíró (2014)
- Luxemburg grófja – Anyakönyvvezető (2015)
- A padlás – Témüller, önkéntes (2015)
- A makrancos hölgy – Petruchio, veronai úr (2015)
- A denevér – Iván, Orlovszkíj inasa (2016)
- Švejk, a derék katona – Milos, parasztember (2016)
- Szent Johanna – RobertDe Baudricourt várkapitány (2016)
- My Fair Lady – George, kocsmáros (2017)
- A kőszívű ember fiai – Ödön (2017)
- Naftalin – Kapronczay (2017)
- Fekete Péter – Gaston Auriol (2017)
- A fizikusok – Ernesti, más néven Einstein (2017)
- Macbeth – Banquo (2018)

## Fontosabb rendezései
- Apa csak egy van (2008)
- Én és a kisöcsém (2011)
- Hol a pénz?  (2012)
- Lift (2012)
- Lovatlan Szent György (2013)
- S.Ö.R. (2013)
- A női szabó (2015)
- Švejk, a derék katona (2016)
- Anconai szerelmesek (2016)
- Felelni kell ! (2016)
- Janika (2016)

## Díjai, elismerései
- Bodex-gyűrű (2008)
- Jász Nagykun Szolnok megyei Príma díj (2009)
- Jászai Mari-díj (2011)
- Bubik István-díj (2014)
- A Szigligeti Színház örökös tagja (2024)[5]